# Damernas 1 000 meter i hastighetsåkning på skridskor vid olympiska vinterspelen 1964
Damernas 1 000 meter i skridskor vid de olympiska vinterspelen 1964 avgjordes 1 februari 1964 på Olympia Eisstadion i Innsbruck. Loppet vanns av Lidija Skoblikova från Sovjetunionen.
26 skridskoåkare från 14 nationer deltog på distancen.

## Rekord
Dessa rekord var gällande inför tävlingen.
| Världsrekord     | Lidija Skoblikova (URS) | 1:31,8 | Karuizawa, Japan               | 22 februari 1963 |
| Olympiskt rekord | Klara Guseva (URS)      | 1:34,1 | Squaw Valley, Kalifornien, USA | 22 februari 1960 |

Följande nytt olympiskt rekord sattes under tävlingen.
| Datum      | Idrottare         | Nation        | Tid    | OR | VR |
| ---------- | ----------------- | ------------- | ------ | -- | -- |
| 1 februari | Lidija Skoblikova | Sovjetunionen | 1:33,2 | OR |    |

## Medaljörer
| Gren        | Guld                            | Silver                       | Brons                  |
| 1 000 meter | Lidija Skoblikova Sovjetunionen | Irina Jegorova Sovjetunionen | Kaija Mustonen Finland |

## Resultat
| Placering | Idrottare                    | Nation                 | Tid    | Noteringar     |
| --------- | ---------------------------- | ---------------------- | ------ | -------------- |
| 1         | Lidija Skoblikova            | Sovjetunionen          | 1:33,2 | (OR)           |
| 2         | Irina Jegorova               | Sovjetunionen          | 1:34,3 |                |
| 3         | Kaija Mustonen               | Finland                | 1:34,8 |                |
| 4         | Helga Haase                  | Tysklands förenade lag | 1:35,7 |                |
| 5         | Valentina Stenina            | Sovjetunionen          | 1:36,0 |                |
| 6         | Gunilla Jacobsson            | Sverige                | 1:36,5 |                |
| 7         | Jan Smith                    | USA                    | 1:36,7 |                |
| 8         | Kaija-Liisa Keskivitikka     | Finland                | 1:37,6 |                |
| 9         | Inger Eriksson               | Sverige                | 1:37,8 |                |
| 10        | Barb Lockhart                | USA                    | 1:38,6 |                |
| 11        | Jeanne Ashworth              | USA                    | 1:38,7 |                |
| 11        | Doreen Ryan                  | Kanada                 | 1:38,7 |                |
| 13        | Doreen McCannell             | Kanada                 | 1:39,4 |                |
| 14        | Christina Lindblom-Scherling | Sverige                | 1:39,5 |                |
| 15        | Helena Pilejczyk             | Polen                  | 1:39,8 |                |
| 16        | Ryoo Choon-za                | Nordkorea              | 1:40,0 |                |
| 17        | Willy de Beer                | Nederländerna          | 1:40,1 |                |
| 18        | Kaneko Takahashi             | Japan                  | 1:40,5 |                |
| 19        | Françoise Lucas              | Frankrike              | 1:41,3 |                |
| 20        | Yasuko Takano                | Japan                  | 1:41,6 |                |
| 21        | Adelajda Mroske              | Polen                  | 1:41,7 |                |
| 22        | Elwira Seroczyńska           | Polen                  | 1:42,1 |                |
| 23        | Erika Heinicke               | Tysklands förenade lag | 1:43,2 |                |
| 24        | Tsedenjavyn Lkhamjav         | Mongoliet              | 1:43,5 |                |
| 25        | Birgitte Reichert            | Tysklands förenade lag | 1:44,9 |                |
| 26        | Kim Hye-suk                  | Sydkorea               | 1:45,1 |                |
| 27        | Jarmila Šťastná              | Tjeckoslovakien        | 1:45,8 |                |
| –         | Hatsue Nagakubo-Takamizawa   | Japan                  |        | Slutförde inte |